# Mirosław Legawiec
Mirosław Legawiec (ur. 5 września 1957 w Bydgoszczy) – katolicki prezbiter.
W 1979 roku wstąpił do Zakonu Paulinów. Od 1981 roku kontynuował formacje zakonną i seminaryjną w Niemczech, w klasztorze paulinów w Mainburgu (Bawaria). Dnia 25 maja 1985 roku przyjął Święcenia Prezbiteratu na Jasnej Górze z rąk biskupa częstochowskiego ks. bp. Stanisława Nowaka. W latach 1998–2002 pełnił funkcję quasiprowincjała Niemieckiej Quasiprowincji Zakonu Paulinów. Jego staraniem Quasiprowincja Niemiecka została zatwierdzona w 2002 roku przez Kapitułę Generalną Zakonu Paulinów jako Niemiecka Prowincja Zakonu Paulinów z siedzibą w klasztorze w Mainburgu (Bawaria). W tym też roku został wybrany na pierwszej kapitule Prowincji Niemieckiej Prowincjałem.
Od września 2002 roku przebywa w paulińskim klasztorze Mariahilf w Pasawie w Bawarii. Jego staraniem biskup ordynariusz diecezji Pasawa Wilhelm Schraml ukoronował Cudowny Obraz Matki Bożej Mariahilf dnia 13 maja 2005 roku.
Dnia 14 kwietnia 2008 roku na Kapitule Prowincji Niemieckiej został wybrany na 3-letnią kadencję Prowincjałem Niemieckiej Prowincji Zakonu Paulinów. 29 marca 2011 roku w czasie III Kapituły Prowincjalnej Wyborczej Niemieckiej Prowincji Zakonu Paulinów został ponownie wybrany Prowincjałem na drugą trzyletnią kadencję. Kadencję tę zakończył na początku marca 2014 roku, kiedy to podczas IV Kapituły Prowincjalnej Wyborczej Niemieckiej Prowincji Zakonu Paulinów wybrano na urząd prowincjała o. Piotra Dusia (dotychczasowego Wikariusza Prowincji Niemieckiej)..